# غونة باخان
غونة باخان هي قرية في مقاطعة مراغة، إيران. عدد سكان هذه القرية هو 84 في سنة 2006.